# Gare de Troarn
La gare de Troarn est une gare ferroviaire, disparue, de la ligne de Caen à Dozulé - Putot, située sur le territoire de la commune de Troarn, dans le département du Calvados en région Normandie.

## Situation ferroviaire
Établie à 36 mètres d'altitude, la gare de Troarn était située au point kilométrique (PK) 12,7 de la ligne de Caen à Dozulé - Putot, entre les haltes de Sannerville - Banneville et de Bures.
Elle disposait de deux voies.

## Histoire
La ligne de chemin de fer de Caen à Dozulé - Putot a été déclarée d'intérêt public le 16 décembre 1875 et a été mise en service le 1er mai 1881, comprenant donc la gare de Troarn. La gare de Troarn fut fermée une première fois au trafic voyageurs le 1er mars 1938, avec la totalité de ligne de Caen à Dozulé - Putot, mais rouvrit un temps pendant la guerre jusqu'à ce que les forces d'occupation allemandes démontent les rails de la ligne en 1943. Après la guerre, la SNCF rouvrit la ligne pour le trafic marchandises entre Caen et Troarn, mais celui-ci fut limité à Giberville le 16 juin 1952, ainsi la gare de Troarn fut définitivement fermée. La ligne de Giberville à Dozulé - Putot est déclassée en 1954.
Le bâtiment voyageurs fut détruit à la fin des années 1990 ; un gymnase est aujourd'hui construit à sa place, les infrastructures ferroviaires ont entièrement disparu pour laisser place à un lotissement.